# Посная
Посная — река в России, протекает по Котласскому и Вилегодскому районам Архангельской области. Устье реки находится в 8 км от устья Виледи по левому берегу. Длина реки составляет 16 км, площадь водосборного бассейна — 62 км².

## Данные водного реестра
По данным государственного водного реестра России относится к Двинско-Печорскому бассейновому округу, водохозяйственный участок реки — Вычегда от города Сыктывкар и до устья, речной подбассейн реки — Вычегда. Речной бассейн реки — Северная Двина.
Код объекта в государственном водном реестре — 03020200212103000024976.